# Landsbergit

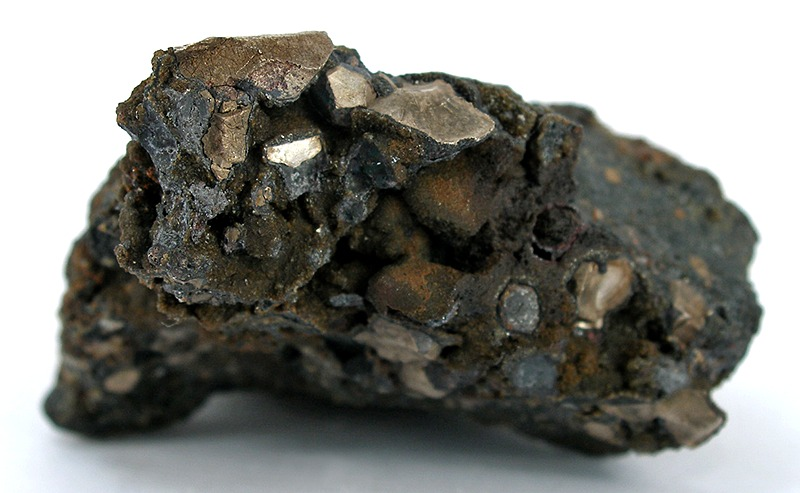

Landsbergit (pełna nazwa moschellandsbergit) – naturalny stop srebra i rtęci (amalgamat srebra). Występuje często w złożach cynobru, rtęci i srebra, np. w regionach wzgórza Moschellandsberg w Nadrenii-Palatynacie (skąd pochodzi jego nazwa), Sali w Szwecji, Konsbergu w Norwegii i Szlany na Węgrzech. W Polsce śladowe ilości tego minerału stwierdzono w dolnośląskich cechsztyńskich łupkach miedzionośnych. Często występują ładne kryształy w układzie regularnym w kształcie sześcianów lub oktaedrów. Spotyka się również skupiska ziarniste, masywne i naloty.